# العلاقات الأفغانية البولندية
العلاقات الأفغانية البولندية هي العلاقات الثنائية التي تجمع بين أفغانستان وبولندا.

## مقارنة بين البلدين
هذه مقارنة عامة ومرجعية للدولتين:
| وجه المقارنة                                              | أفغانستان                    | بولندا                                                                             |
| --------------------------------------------------------- | ---------------------------- | ---------------------------------------------------------------------------------- |
| المساحة (كم2)                                             | 652.23 ألف                   | 312.68 ألف                                                                         |
| عدد السكان (نسمة)                                         | 34.94 مليون                  | 38.43 مليون                                                                        |
| الكثافة السكانية (ن./كم²)                                 | 53.57                        | 122.91                                                                             |
| العاصمة                                                   | كابل                         | وارسو                                                                              |
| اللغة الرسمية                                             | اللغة البشتوية، اللغة الدرية | اللغة البولندية                                                                    |
| العملة                                                    | أفغاني                       | زلوتي بولندي                                                                       |
| الناتج المحلي الإجمالي (بليون دولار)                      | 20.82 مليار                  | 524.51 مليار                                                                       |
| الناتج المحلي الإجمالي (تعادل القوة الشرائية) بليون دولار | 62.62 مليار                  | 1.02 تريليون                                                                       |
| الناتج المحلي الإجمالي الاسمي للفرد دولار أمريكي          | 594                          | 12.55 ألف                                                                          |
| الناتج المحلي الإجمالي للفرد دولار أمريكي                 | 1.93 ألف                     | 26.14 ألف                                                                          |
| مؤشر التنمية البشرية                                      | 0.479                        | 0.843                                                                              |
| رمز المكالمات الدولي                                      | +93                          | +48                                                                                |
| رمز الإنترنت                                              | .af                          | .pl                                                                                |
| المنطقة الزمنية                                           | ت ع م+04:30                  | توقيت وسط أوروبا، ت ع م+01:00، ت ع م+02:00، أوروبا/وارسو ‏، توقيت وسط أوروبا الصيفي |

## منظمات دولية مشتركة
يشترك البلدان في عضوية مجموعة من المنظمات الدولية، منها:
| علم المنظمة | اسم المنظمة                        | تاريخ انضمام أفغانستان | تاريخ انضمام بولندا |
| ----------- | ---------------------------------- | ---------------------- | ------------------- |
|             | وكالة ضمان الاستثمار متعدد الأطراف | 16 يونيو 2003          | 29 يونيو 1990       |
|             | منظمة الشرطة الجنائية الدولية      | ?                      | ?                   |
|             | منظمة حظر الأسلحة الكيميائية       | ?                      | ?                   |
|             | الأمم المتحدة                      | 19 نوفمبر 1946         | 24 أكتوبر 1945      |
|             | مؤسسة التمويل الدولية              | 23 سبتمبر 1957         | 29 ديسمبر 1987      |
|             | يونسكو                             | 4 مايو 1948            | 6 نوفمبر 1946       |
|             | مؤسسة التنمية الدولية              | 2 فبراير 1961          | 28 أكتوبر 1960      |
|             | البنك الدولي للإنشاء والتعمير      | 14 يوليو 1995          | 27 يونيو 1986       |
|             | الاتحاد البريدي العالمي            | ?                      | 1 مايو 1919         |
|             | الاتحاد الدولي للاتصالات           | 12 أبريل 1928          | 1921                |

## وصلات خارجية
- موقع وزارة الخارجية الأفغانية
- موقع وزارة الخارجية البولندية